# Вперёд (Гватемала)
«Вперёд» (исп. Vamos, официальное название исп. Vamos por una Guatemala Diferente, «Вперёд за другую Гватемалу») — правоцентристская политическая партия Гватемалы.

## История
Партия была основана и зарегистрирована в Верховном избирательном трибунале в 2017 году. Лидер и генеральный секретарь партии Алехандро Джамматтеи был трижды кандидатом в президенты Гватемалы. Джамматеи заявил, что он выдвигается от этой партии кандидатом в президенты на выборах 2019 года.

## Участие в выборах

### Парламентские выборы
| Год выборов | Голосов | % | Национальная ассамблея |
| ----------- | ------- | - | ---------------------- |
| 2019        |         |   | 16 из 160              |